# Limau
Limau is een bestuurslaag in het regentschap Banyuasin van de provincie Zuid-Sumatra, Indonesië. Limau telt 1567 inwoners (volkstelling 2010).